# Jacinthe Taillon
Pour les articles homonymes, voir Taillon.
Jacinthe Taillon, née le 1er janvier 1977 à Saint-Eustache, est une journaliste sportive et ancienne nageuse synchronisée canadienne.

## Carrière
Sa carrière internationale débute en 1993, à Leeds, en Angleterre. Elle gagne l’or avec l’Équipe nationale canadienne aux Championnats mondiaux juniors de nage synchronisée de la FINA.
En 1998, Jacinthe Taillon est médaillée d'or en duo avec Kasia Kulesza aux Jeux du Commonwealth. Lors des Jeux panaméricains de 1999, elle remporte l'or en équipe. Aux Jeux olympiques de Sydney elle remporte la médaille de bronze par équipe.
Elle est récipiendaire, en 2000, de la Médaille de l'Assemblée nationale du Québec.
Après son retrait de la compétition, elle entre au service des sports de Radio-Canada. Elle commente les compétitions de patinage artistique aux Jeux olympiques de Pyeongchang en 2018.